# Кољивари
То је био духовни препородитељски покрет у православној цркви, настао у Светој гори Атонској, као свети изданак светих монаха исихаста. Овај покрет се појавио крајем XVIII и почетком XIX века. 
На челу овог покрета су били св. Макарије Коринтски, преподобни Никодим Светогорац, преподобни Атанасије Пароски и др. Они су тражили верност Светом Предању Цркве, обнову духовног живота, повратак Светим Оцима. Захтевали су, сагласно вековној пракси Цркве, да се народ чешће причешћује Телом и Крвљу Христовом, не само једном или четири пута годишње, како се то, нажалост, још тада било одомаћило међу православним хришћанима. Св. Никодим Светогорац је објавио по први пут књигу "Добротољубље" у којој су сабрани најодабранији духовни текстови Светих Отаца и подвижника Цркве. У њима нам се откривају најдубље тајне духовног и молитвеног живота и указује на прави пут духовног усавршавања, ослобађањем од страсти и стицањем светих врлина. Преподобни Пајсије Величковски, и сам једно време светогорац, превео је „Добротољубље“ и на старословенски језик. После одласка са Свете горе преподобни Пајсије је окупио око себе у манастиру Њамцу (Румунија) хиљаду монаха. Тако је овај покрет извршио велики духовни утицај на православне Румуне, а преко ученика Паисијевих и „Добротољубља“ и на целу православну Русију XIX века. Кољивари су унели у православни народ и многа друга дела Светих Отаца.
Кољиваре су тако назвали њихови противници по кољивима за мртве, јер су се они строго држали древног црквеног правила да се парастоси за мртве могу вршити само суботом, а не и недељом, која је Дан радости и Васкрсења Христовог. Хришћани сваке недеље сведоче Светом Литургијом и својом заједничком радошћу, Христово Васкрсење и та радост Празника над празницима не сме бити ничим помрачена. Иначе, ако тога дана хришћани тугују, како ће свет поверовати да је Христос заиста васкрсао? А хришћани су, још од времена жена Мироносица, до краја века и света, пре свега и изнад свега - сведоци Васкрсења Христовог. Јер, по речима светог Апостола Павла: „Ако Христос не васкрсе, узалудна је проповед наша, узалудна и вера наша“.
Преподобни Серафим Саровски, велико светило Цркве православне у Русији 20. века, који посредно припада истом овом препородитељском покрету, испуњен Духом Светим и васкрсном радошћу, имао је само један поздрав за све своје посетиоце, у свако доба дана и ноћи: „Христос воскресе, радости моја"!